# ロクサーヌ・ハート
ロクサーヌ・ハート（Roxanne Hart、1952年7月27日 - ）は、アメリカ合衆国の女優。ロクサーン・ハートとの表記もある。
ニュージャージー州トレントン出身。1980年代からブロードウェイに出演。その後は『シカゴ・ホープ』など、主にテレビドラマを中心に出演している。
夫は宇宙からのメッセージでアロン・ソーラーを演じた俳優で、映画監督でもあるフィリップ・カズノフ。1984年に結婚し、二子がある。

## 主な出演作品

### 映画
- 評決 The Verdict (1982)
- オールド・イナフ/としごろ Old Enough (1984)
- オー!ゴッド3/悪魔はこわい Oh, God! You Devil (1984)
- ハイランダー 悪魔の戦士 Highlander (1986)
- テンダーエイジ The Little Sister (1986)
- 許されざる復讐 Vengeance: The Story of Tony Cimo (1986) テレビ映画
- 情事の突破口!/追いつめられたエリート弁護士の復讐 The Last Innocent Man (1987) テレビ映画
- パルス・ショック Pulse (1988)
- ワンス・アラウンド Once Around (1991)
- ドラゴンファイヤー Tagget (1991) テレビ映画
- マザーズ・マーダー/ママが殺される! 暴力義父に娘の悲鳴 Our Mother's Murder (1997) テレビ映画
- メテオ1999 Meteorites! (1998) テレビ映画
- 人気家族パートリッジ/スターはつらいよ! Come On, Get Happy: The Partridge Family Story (1999) テレビ映画
- グッド・ガール The Good Girl (2002)
- 地獄のヒーロー グラウンド・ゼロ The President's Man: A Line in the Sand (2002) テレビ映画
- ホームルーム Home Room (2002)
- ムーンライト・マイル Moonlight Mile (2002)
- アートスクール・コンフィデンシャル Art School Confidential (2006)
- 硫黄島からの手紙 Letters from Iwo Jima (2006)
- ライセンス・トゥ・ウェディング License to Wed (2007)
- スーサイド・マーダー Grave Misconduct (2008) テレビ映画

### テレビドラマ
- The Justice Game (1989)
- Against the Law (1990)
- ロー&オーダー Law & Order (1990, 2001)
- Dream On (1992-1993)
- The Road Home (1994)
- シカゴ・ホープ Chicago Hope (1994-1998)
- ER緊急救命室 ER (1999)
- OZ/オズ Oz (2003)
- ミディアム 霊能者アリソン・デュボア Medium (2006-2010)
- Hung/ハング Hung (2010-2011)
- 殺人を無罪にする方法 How to Get Away with Murder (2016-2017)